# Oliver Semler
Jörg Oliver Semler (* 31. Oktober 1974 in Stuttgart) ist ein deutscher Kinderarzt und Wissenschaftler auf dem Gebiet der Osteogenesis imperfecta (Glasknochenkrankheit).

## Leben
Oliver Semler wurde mit der Erbkrankheit Osteogenesis imperfecta (Glasknochenkrankheit) geboren. Bereits von der Kindheit und Jugend an erlitt er bis heute etwa 30 Knochenbrüche. Auch sein Wachstum wurde durch die Krankheit stark gehemmt, sodass er nur eine Größe von 1,40 Meter erreichte. Nach dem Abitur studierte er Medizin in Köln und Freiburg i. Br. und durchlief die Facharztausbildung zum Kinderarzt. 
Schon in seiner Doktorarbeit beschäftigte sich Semler mit der Glasknochenkrankheit. 2001 wurde er an der Universität Heidelberg promoviert und begann seine Berufstätigkeit an der Universitätsklinik des Saarlandes in Homburg/Saar. 2004 trat er eine Stelle in der Kinderklinik des Universitätsklinikums Köln an. Dort wirkte er maßgeblich am Aufbau einer Ambulanz für Patienten mit Glasknochenkrankheit mit, die er leitet. Auf Verbandsebene und in der Öffentlichkeit setzt sich Semler für Belange von Patienten mit Glasknochenkrankheit ein.
Neben seiner klinischen Arbeit erforscht Semler die Ursachen und Behandlungsmöglichkeiten der Osteogenesis imperfecta. 2013 hat er sich mit dem Thema Translationale Erforschung der Osteogenesis imperfecta: Von der Pathogenese zur zielgerichteten Therapie habilitiert. Danach wurde er Sprecher des Zentrums für Seltene Skeletterkrankungen im Kindes- und Jugendalter, das an der Klinik und Poliklinik für Kinder- und Jugendmedizin des Universitätsklinikums Köln errichtet wurde.

## Auszeichnungen
- 2003: Promotionspreis der Deutschen Gesellschaft für Osteogenesis imperfecta
- 2005: Steps Award der Arbeitsgemeinschaft Pädiatrische Endokrinologie
- 2008: Klaus-Kruse-Stipendium der Arbeitsgemeinschaft Pädiatrische Endokrinologie
- 2009: Integrationspreis des Sozialverbands VdK Nordrhein-Westfalen
- 2011: Jürgen-Bierich-Preis (experimenteller Teil) der Arbeitsgemeinschaft Pädiatrische Endokrinologie und Diabetologie
- 2011: Fakultätspreis für die beste Publikation des Universitätsklinikums Köln
- 2012: Eva Luise Köhler Forschungspreis für seltene Krankheiten
- 2014: Friedrich-Linnweh-Preis der 50. Jahrestagung für Pädiatrische Forschung
- 2014: Young Investigator Award der European Society of Pediatric Endocrinology
- 2017: HanseMerkur Preis für Kinderschutz

## Veröffentlichungen (Auswahl)
- mit M. S. Cheung, F. H. Glorieux, F. Rauch: Wormian bones in osteogenesis imperfecta: Correlation to clinical findings and genotype. In: Am. J. Med. Genet. A. 152A, 2010, S. 1681–1687, PMID 20583157.
- mit R. Beccard, D. Palmisano, A. Demant, O. Fricke, E. Schoenau, F. Koerber: Reshaping of vertebrae during treatment with neridronate or pamidronate in children with osteogenesis imperfecta. In: Horm Res Paediatr. 76, 2011, S. 321–327, PMID 21952409.
- mit C. Netzer, H. Hoyer-Kuhn, J. Becker, P. Eysel, E. Schoenau: First use of the RANKL antibody denosumab in osteogenesis imperfecta type VI. In: J Musculoskelet Neuronal Interact. 12, 2012, S. 183–188, PMID 22947550.
- mit L. Garbes, K. Keupp, D. Swan, K. Zimmermann, J. Becker, S. Iden, B. Wirth, P. Eysel, F. Koerber, E. Schoenau, S. K. Bohlander, B. Wollnik, C. Netzer: A mutation in the 5'-UTR of IFITM5 creates an in-frame start codon and causes autosomal-dominant osteogenesis imperfecta type V with hyperplastic callus. In: Am. J. Hum. Genet.. 91, 2012, S. 349–357, PMID 22863195 PMC 3415541 (freier Volltext).
- mit H. Hoyer-Kuhn, L. Garbes, K. Zimmermann, J. Becker, B. Wollnik, E. Schoenau, C. Netzer: A nonclassical IFITM5 mutation located in the coding region causes severe osteogenesis imperfecta with prenatal onset. In: J. Bone Miner. Res.. 29, 2014, S. 1387–1391, PMID 24293101.
- mit H. Hoyer-Kuhn, C. Stark, N. Struebing, O. Goebel, E. Schoenau: A specialized rehabilitation approach improves mobility in children with osteogenesis imperfecta. In: J Musculoskelet Neuronal Interact. 14, 2014, S. 445–453, PMID 25524970.
- mit H. Hoyer-Kuhn, J. Franklin, G. Allo, M. Kron, C. Netzer, P. Eysel, B. Hero, E. Schoenau: Safety and efficacy of denosumab in children with osteogenesis imperfect--a first prospective trial. In: J Musculoskelet Neuronal Interact. 16, 2016, S. 24–32, PMID 26944820 PMC 5089451 (freier Volltext).
- mit J. C. Marini, A. Forlino, H. P. Bächinger, N. J. Bishop, P. H. Byers, A. Paepe, F. Fassier, N. Fratzl-Zelman, K. M. Kozloff, D. Krakow, K. Montpetit: Osteogenesis imperfecta. In: Nat Rev Dis Primers. 3, 2017, S. 17052–17052, PMID 28820180.